# 11861 Teruhime
11861 Teruhime è un asteroide della fascia principale. Scoperto nel 1988, presenta un'orbita caratterizzata da un semiasse maggiore pari a 3,1579874 UA e da un'eccentricità di 0,1072821, inclinata di 12,44471° rispetto all'eclittica.